# 小山田虎滿
小山田虎滿（?—1579年10月12日），日本戰國時代的武將。甲斐國武田氏的家臣。譜代家老眾。前武田四天王之一。

## 生平
名字在『甲陽軍鑑』與『甲斐國志』中記載名稱為「昌辰」，真名在文書上確認為「虎滿」。出家名為玄怡。在相關文書上亦有上原伊賀守、小山田備中守等稱呼見於『軍鑑』與『國志』上記載。有一子名為「小山田備中守昌成」。
出身上原氏，繼承了石田小山田氏的姓氏。在信虎時代，與板垣信方、飯富虎昌、甘利虎泰並列為「武田四天王」。築城和攻城和籠城等關於城防事務相當熟練。攻略信濃國的戰事中，擔任針對村上義清軍勢的監視事務，並且有數次領兵交戰。